# Beeke (Wümme)
Der Beeke ist ein 8,1 km langer Bach in der Gemeinde Scheeßel im Landkreis Rotenburg (Wümme) in Niedersachsen, der von links und Osten in die Wümme mündet.

## Verlauf
Der Beeke entspringt in einem Wald nördlich von Ostervesede und fließt von hier durch unbesiedelte Wald- und Wiesenlandschaft westlich in Richtung Scheeßel. Sie fließt am nördlichen Ende des Eichenrings und unterquert dann in westlicher Richtung die Eisenbahnlinie Hamburg-Bremen. Entlang von Fischteichen fließt Sie weiterhin westlicher Richtung unter der L 131 hindurch. An weiteren Fischteichen vorbei fließt sie direkt auf das Zentrum von Scheeßel zu. Am Nordrand des Einkaufszentrums Beekezentrum unterquert sie die B 75, unter dem Beekestieg hindurch am Beeke-Kindergarten vorbei unterquert sie erneut die L 131 über den Hof des Heimatmuseums am Meyerhof und fließt wenige Meter später von links und Osten in die Wümme.

## Zustand
Der Beeke ist im gesamten Verlauf mäßig belastet (Güteklasse II) und nur im Stadtgebiet von Scheeßel kritisch belastet (Güteklasse II-III).

## Befahrungsregeln
Zum Schutz, dem Erhalt und der Verbesserung der Fließgewässer als Lebensraum für wild lebende Tiere und Pflanzen erließ der Landkreis Rotenburg (Wümme) 2015 eine Verordnung für sämtliche Fließgewässer. Seitdem ist das Befahren der Beeke ganzjährig verboten.